# Heterolocha polymorpha
Heterolocha polymorpha är en fjärilsart som beskrevs av Reginald James West 1929.
Heterolocha polymorpha ingår i släktet Heterolocha och familjen mätare. Inga underarter finns listade i Catalogue of Life.